# Rybníky u Lovětína
Rybníky u Lovětína jsou přírodní památka a evropsky významná lokalita (kód lokality CZ031463) tvořená šesti rybníky v okolí vesnic Lovětín a Dolní Radouň v okrese Jindřichův Hradec. Oblast spravuje Agentura ochrany přírody a krajiny ČR. Důvodem ochrany je zachování komplexu cenných mokřadních biotopů rybníků, tůní a luk a na ně vázaných rostlin a živočichů.

## Rybníky
- Horní Lesák
- Dolní rybník
- Horní rybník
- skupina tří rybníků jižně od Lovětína